# Centrophorus westraliensis
Centrophorus westraliensis е вид хрущялна риба от семейство Centrophoridae. Видът не е застрашен от изчезване.

## Разпространение и местообитание
Разпространен е в Западна Австралия.
Обитава крайбрежията на морета. Среща се на дълбочина от 616 до 750 m.

## Описание
На дължина достигат до 90,9 cm.